# 344 (szám)
A 344 (római számmal: CCCXLIV) egy természetes szám.

## A szám a matematikában
A tízes számrendszerbeli 344-es a kettes számrendszerben 101011000, a nyolcas számrendszerben 530, a tizenhatos számrendszerben 158 alakban írható fel.
A 344 páros szám, összetett szám. Kanonikus alakban a 23 · 431 szorzattal, normálalakban a 3,44 · 102 szorzattal írható fel. Nyolc osztója van a természetes számok halmazán, ezek növekvő sorrendben: 1, 2, 4, 8, 43, 86, 172 és 344.
Tizennégyszögszám. Oktaéderszám.
Előállítható kettő, illetve három köbszám összegeként:
- 13 + 73 = 344
- 43 + 43 + 63 = 344

A 344 négyzete 118 336, köbe 40 707 584, négyzetgyöke 18,54724, köbgyöke 7,00680, reciproka 0,0029070. A 344 egység sugarú kör kerülete 2161,41575 egység, területe 371 763,50826 területegység; a 344 egység sugarú gömb térfogata 170 515 529,1 térfogategység.